# Loobu
Loobu (tyska: Loop) är en by (estniska: küla) i Kadrina kommun i landskapet Lääne-Virumaa i norra Estland. Byn ligger där Riksväg 1 (Europaväg 20) möter Riksväg 24 och korsar ån Loobu jõgi.
I kyrkligt hänseende hör byn till Kadrina församling inom den Estniska evangelisk-lutherska kyrkan.